# Orthomeria forstenii
Orthomeria forstenii är en insektsart som först beskrevs av Haan 1842.  Orthomeria forstenii ingår i släktet Orthomeria och familjen Aschiphasmatidae. Inga underarter finns listade i Catalogue of Life.